# ВВС Ленинградского фронта
ВВС Ленинградского фронта (ВВС ЛенФ) — оперативное объединение фронтовой авиации, предназначенное для решения боевых задач (ведения боевых действий) во взаимодействии (в совместных операциях) с другими видами Вооружённых Сил Союза ССР, а также проведения самостоятельных воздушных операций.

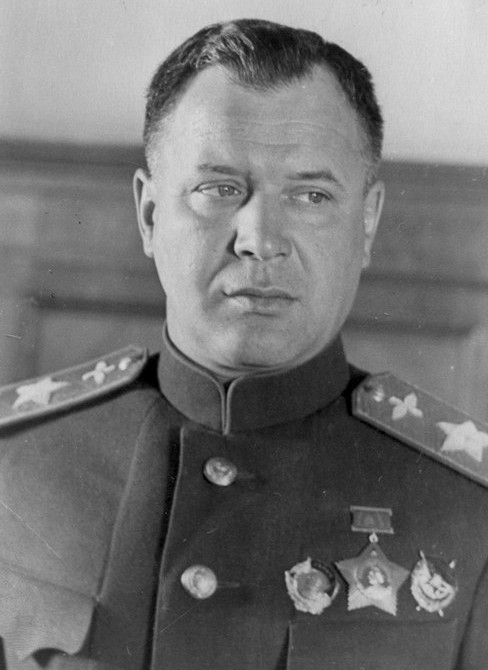
Командующий ВВС фронта
генерал-майор авиации А. А. Новиков. На фото А. А. Новиков в звании маршала авиации

## История наименований
- ВВС Ленинградского военного округа;
- ВВС Северного фронта;
- ВВС Ленинградского фронта;
- 13-я воздушная армия — с момента формирования по 10.01.1949 г.;
- 76-я воздушная армия — с 10.01.1949 г.;
- ВВС Ленинградского военного округа — с апреля 1964 года;
- 76-я воздушная армия — с 4 апреля 1968 года;
- 76-я Краснознамённая воздушная армия — с 15 января 1974 года;
- ВВС Ленинградского военного округа — с апреля 1980 года;
- 76-я Краснознамённая воздушная армия — с мая 1988 года;
- 6-я Краснознамённая армия ВВС и ПВО (с 1 июня 1998 г.);
- 6-я Ленинградская Краснознамённая армия ВВС и ПВО (с 13.09.2005 г.);
- 1-е Ленинградское Краснознамённое командование ВВС и ПВО (с 1 декабря 2009 года);
- 6-я Ленинградская Краснознамённая армия ВВС и ПВО (с 1 августа 2015 года).

## История и боевой путь

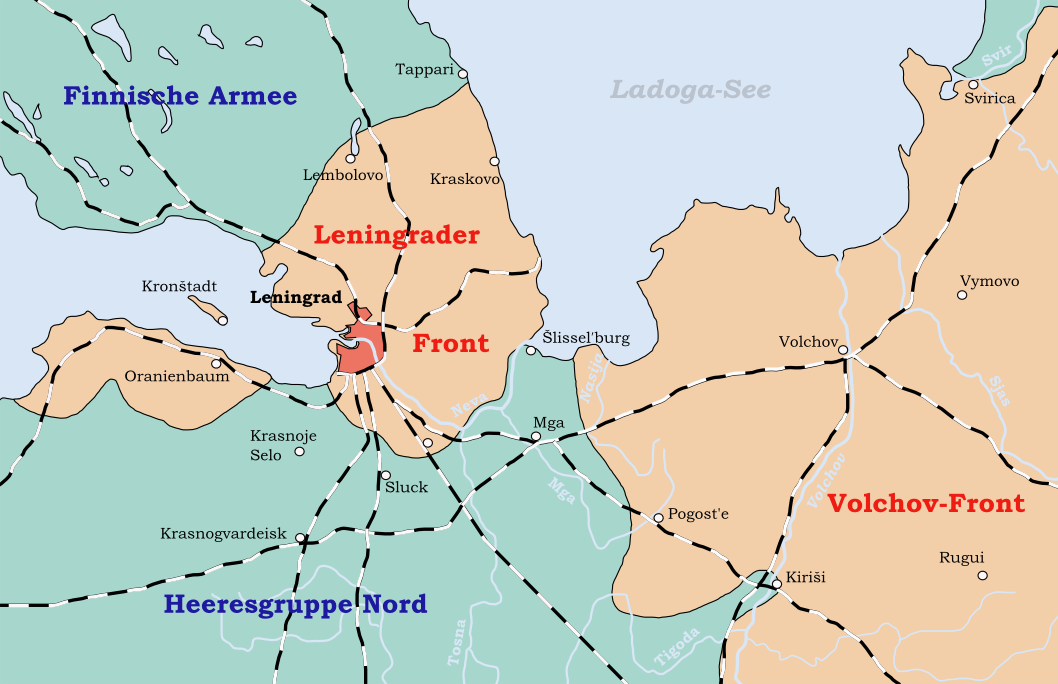
Положение Ленинградского (слева, красный цвет) и Волховского (справа, красный цвет) фронтов в период c мая 1942 года по январь 1943 года. Схема фронтов из источника: Own work by uploader, simplified work based on map 28 from the M. M. Minasjan/ M. L. Altgowsen (и др.): История Великой Отечественной войны Советского Союза, Bd.2, Немецкое военное издательство, Берлин (Восток) 1965.

Сформированы 26 августа 1941 года на основании Директивы Ставки ВГК № 001199 от 23 августа 1941 года в составе Ленинградского фронта путём вхождения в состав ВВС фронта авиационных частей и соединений: ВВС 23-й армии (7-й, 153-й иап, 235-й шап) и 7-й истребительный авиационный корпус ПВО (в составе 11-ти иап), 8-я истребительная авиационная дивизия, 39-я истребительная авиационная дивизия и 2-я смешанная авиационная дивизия.
После формирования ВВС фронта активно участвовали во всех фронтовых операциях, в защите города Ленинграда. Приказом № 00100 от 8 декабря 1941 года на ВВС фронта возложена задача прикрытия трассы «Дорога жизни» на участке: мыс Осиновец — ст. Заборье. С этой целью выделены 159-й, 13-й истребительные авиаполки и 13-я авиаэскадрилья ВВС Балтийского флота.
За период интенсивных боёв в период с 20 июля по 10 сентября 1942 года ВВС фронта выполнил 5466 боевых вылетов, проведено 129 воздушных боя, сбито 127 самолётов противника в боях и уничтожено 57 на аэродромах. Свои потери составили 60 самолётов. За этот период самолётный парк пополнился 62 самолётами. По состоянию на 15 сентября 1942 года ВВС фронта насчитывали 109 истребителей, 10 штурмовиков и 7 бомбардировщиков.
25 ноября 1942 года на основании Приказа НКО № 00230 от 10 ноября 1942 года ВВС Ленинградского Фронта преобразованы в 13-ю воздушную армию Ленинградского фронта.
В составе действующей армии ВВС фронта находились с 26 августа 1941 года по 25 ноября 1942 года.

## Инженерно-авиационная служба
Участие в боевых действиях привело к резкому увеличению количества неисправных самолётов, но их ремонт был очень затруднён. В связи с блокадой прекратилось снабжение запасными частями для авиационной техники, возникли перебои в обеспечении авиационных частей горюче-смазочными материалами. Аэродромы находились вблизи линии фронта и постоянно подвергались артиллерийским. обстрелам и бомбардировкам.
Перед войной авиамастерские располагались на всей территории Ленинградского военного округа. К началу блокады из пятнадцати авиамастерских в ВВС Ленинградского фронта осталось только пять. Число неисправных самолётов росло, и справиться с  ремонтом авиационной техники существующими силами было невозможно. Возникла острая необходимость создания ремонтных баз.
Военно-воздушным силам Ленинградского фронта были переданы здания трёх эвакуированных авиационных заводов. На базе этих заводов были созданы 1-я и 2-я ремонтные базы по ремонту самолётов и 3-я ремонтная база по ремонту двигателей. Это значительно расширило возможности по своевременному восстановлению неисправных самолётов и моторов.
В условиях блокады связь с инженерно-авиационной службой ВВС Красной Армии практически прекратилась. Авиационным инженерам и техникам фронта кроме организации ремонта самолётов пришлось организовывать изготовление необходимых запасных частей на заводах Ленинграда.
Инженерно-технический состав ВВС фронта сумел обеспечить бесперебойную работу авиационных частей и соединений. После приземления на самолёте сразу же выполнялся регламент послеполётного и предполётного осмотра, заправляли бензином, маслом, заряжали оружие, подвешивали бомбы. Ремонт повреждённой техники  и регламентные работы выполнялись ночью. Если повреждённый в бою самолёт невозможно было восстановить, его  разбирали на запасные части.
В 1942 году были созданы авиалетучки, которые комплектовали специалистами авиаремонтных мастерских, инструментом и приборами для ремонта самолётов и авиационной техники. Авиалетучки, распоряжением главного инженера, направлялись в лётные части для усиления полевых авиаремонтных мастерских (ПАРМ-1).
По решению Военного совета Ленинградского фронта инженерно-авиационная служба получила 50 автобусов, снятых с пассажирских линий города. Автобусы были переоборудованы в подвижные авиационные ремонтные мастерские (ПАРМ), каждая из которых была укомплектована семью-восьмью высококвалифицированными специалистами.Такая мобильная система полевого ремонта позволяла поддерживать самолётный парк в боевой готовности.

## Служба авиационного тыла
Служба тыла ВВС Ленинградского фронта была создана в конце 1941 года. В феврале 1942 года на базе тыла  7-го истребительного корпуса ПВО был сформирован 96-й район авиационного базирования в него вошли батальоны аэродромного обслуживания. В период блокады  Ленинграда эшелонированных запасов боеприпасов, горюче-смазочного материалов, авиационно-технического имущества по зонам на Ленинградском фронте не существовало. Была постоянная потребность в новых запасных частях и агрегатах, что усложнялась тем, что в ВВС фронта находилось большое количество разнотипных самолётов, в том числе и иностранных.
Тыл ВВС Ленинградского фронта выделил большое количество автомашин, из которых сформировали автотранспортные батальоны. В перевозке продовольствия и авиационного топлива, через Ладожское озеро, участвовали также три инженерно аэродромных батальона. С 8 декабря до 15 апреля 1942 года по ледовой трассе на машинах ВВС фронта было перевезено 19067 т разных грузов, эвакуировано 3897 человек гражданского населения. На Ленинградский авиаузел по Дороге жизни за зиму 1941-1942 годов было завезено 357 авиационных моторов, 50 плоскостей, 46 воздушных винтов, 108 самолётных баков и много других агрегатов и запасных частей.
К началу блокады была резко сокращена аэродромная сеть ВВС Ленинградского фронта. Из всех аэродромов лишь два имели бетонированные взлётно-посадочные полосы. Остальные аэродромы имели грунтовые полосы. Весной и осенью распутица затрудняла взлёт и посадку самолётов. Возникла необходимость в самый короткий срок построить взлётно-посадочные полосы, рулёжные дорожки и места стоянок самолётов с искусственным неразмокающим покрытием.
Службой аэродромного строительства ВВС Ленинградского фронта, в сентябре - ноябре 1941 года, было построено 16 новых аэродромов. Аэродромное строительство продолжалось и в 1942 году, так как ряд аэродромов находился в зоне артиллерийского огня. Кроме аэродромно-строительных батальонов в строительстве, ремонте и обслуживании аэродромов активное участие принимали отряды "стройармейцев", созданные в начале блокады Ленинграда из мобилизованных девушек Ленинградской области.
Медицинская служба ВВС Ленинградского фронта обеспечивала обслуживание лётно-технического состава районы авиационного базирования медработниками, и врачами авиационные дивизии и полки. Особая забота проявлялась о сохранении здоровья лётчиков. Медицинский персонал делал все возможное для быстрейшего ввода в строй раненых и больных авиаторов.

## Участие в битвах и операциях
ВВС фронта принимали участие в Битве за Ленинград с 26 августа 1941 года по 25 ноября 1942 года:
- Синявинская наступательная операция — с 10 по 26 сентября 1941 года.
- Тихвинская стратегическая наступательная операция — с 16 октября 1941 года по 30 декабря 1941 года.
- Любанская наступательная операция — с 13 января 1942 года по 30 апреля 1942 года.
- Синявинская операция — с 19 августа 1942 года по 1 октября 1942 года.

## В составе
Находились в составе Ленинградского фронта.
| Подчинение          | Период                  |
| ------------------- | ----------------------- |
| Ленинградский фронт | 26.08.1941 — 25.11.1942 |

## Командующие
- генерал-майор авиации, генерал-лейтенант авиации (с 29 октября 1941 года) Новиков Александр Александрович, с 26 августа 1941 года по 2 февраля 1942 года.
- генерал-майор авиации Рыбальченко Степан Дмитриевич, со 2 февраля по 25 ноября 1942 года. Приказом НКО № 00230 от 10 ноября 1942 года назначен на должность командующего 13-й воздушной армией Ленинградского фронта.

## Состав
В состав ВВС фронта в разное время входили:

### 1941 год
В состав ВВС фронта вошли:

| - ВВС 23-й армии: - 7-й истребительный авиационный полк; - 153-й истребительный авиационный полк; - 235-й штурмовой авиационный полк; | - 7-й истребительный авиационный корпус ПВО - 8-я истребительная авиационная дивизия - 39-я истребительная авиационная дивизия - 2-я смешанная авиационная дивизия |

| - ВВС 8-й армии: - 65-й корректировочная авиационная эскадрилья - ВВС 23-й армии: - 5-я смешанная авиационная дивизия - 117-я разведывательная авиационная эскадрилья - ВВС 42-й армии - ВВС 54-й армии: - 3-я резервная авиационная группа; - ВВС Невской оперативной группы - Соединения и части фронтового подчинения: - 7-й истребительный авиационный корпус ПВО - 8-я истребительная авиационная дивизия - 39-я истребительная авиационная дивизия - 2-я смешанная авиационная дивизия - 65-й штурмовой авиационный полк; - 175-й штурмовой авиационный полк; - 116-я разведывательная авиационная эскадрилья - 19-й корректировочная авиационная эскадрилья - 42-й корректировочная авиационная эскадрилья - 50-й корректировочная авиационная эскадрилья - 101-й корректировочная авиационная эскадрилья - 90-я авиационная дивизия (управление) - 91-я авиационная дивизия (управление) - 92-я авиационная дивизия (управление) |

| - ВВС 8-й армии: - 65-й корректировочная авиационная эскадрилья - ВВС 23-й армии: - 5-я смешанная авиационная дивизия - 117-я разведывательная авиационная эскадрилья - ВВС 42-й армии - ВВС 54-й армии - ВВС 55-й армии - ВВС 1-й Невской оперативной группы - ВВС Приморской оперативной группы - Соединения и части фронтового подчинения: - 7-й истребительный авиационный корпус ПВО - 8-я истребительная авиационная дивизия - 39-я истребительная авиационная дивизия - 2-я смешанная авиационная дивизия - 2-я резервная авиационная группа - 3-я резервная авиационная группа - 90-я авиационная дивизия (управление) - 91-я авиационная дивизия (управление) - 92-я авиационная дивизия (управление) - 116-я разведывательная авиационная эскадрилья - 19-й корректировочная авиационная эскадрилья - 42-й корректировочная авиационная эскадрилья - 50-й корректировочная авиационная эскадрилья - Особая авиационная группа ГВФ |

| - ВВС 8-й армии: - 439-й истребительный авиационный полк - 65-й корректировочная авиационная эскадрилья - ВВС 23-й армии: - 5-я смешанная авиационная дивизия - 117-я разведывательная авиационная эскадрилья - ВВС 42-й армии - ВВС 54-й армии - 523-й истребительный авиационный полк - 563-й истребительный авиационный полк - ВВС 55-й армии - ВВС Приморской оперативной группы - 127-й истребительный авиационный полк - 286-й истребительный авиационный полк - 19-й корректировочная авиационная эскадрилья - 42-й корректировочная авиационная эскадрилья - 50-й корректировочная авиационная эскадрилья - 90-я авиационная дивизия (управление) - 91-я авиационная дивизия (управление) - Соединения и части фронтового подчинения: - 7-й истребительный авиационный корпус ПВО - 8-я истребительная авиационная дивизия - 39-я истребительная авиационная дивизия - 92-я авиационная дивизия - 2-я смешанная авиационная дивизия - 2-я резервная авиационная группа - 3-я резервная авиационная группа - Особая авиационная группа ГВФ |

### 1942 год
| - ВВС 8-й армии: - 439-й истребительный авиационный полк - ВВС 23-й армии: - 5-я смешанная авиационная дивизия - 117-я разведывательная авиационная эскадрилья - ВВС 42-й армии - ВВС 54-й армии - 18-й бомбардировочный авиационный полк - 46-й истребительный авиационный полк - 563-й истребительный авиационный полк - 116-я разведывательная авиационная эскадрилья - ВВС 55-й армии - ВВС Приморской оперативной группы - Соединения и части фронтового подчинения: - 2-я смешанная авиационная дивизия - 39-я истребительная авиационная дивизия - 92-я авиационная дивизия - 127-й истребительный авиационный полк - 286-й истребительный авиационный полк - 90-я авиационная дивизия (управление) - 91-я авиационная дивизия (управление) |

| - ВВС 8-й армии - ВВС 23-й армии: - 5-я смешанная авиационная дивизия - 117-я разведывательная авиационная эскадрилья - ВВС 42-й армии - ВВС 54-й армии - 18-й бомбардировочный авиационный полк - 691-й ночной бомбардировочный авиационный полк - ВВС 55-й армии - ВВС Невской оперативной группы - ВВС Приморской оперативной группы - Соединения и части фронтового подчинения: - 2-я смешанная авиационная дивизия - 39-я истребительная авиационная дивизия - 92-я авиационная дивизия (управление) - 154-й истребительный авиационный полк |

| - ВВС 8-й армии - ВВС 23-й армии: - 7-й истребительный авиационный полк - 153-й истребительный авиационный полк - 174-й штурмовой авиационный полк - ВВС 42-й армии - ВВС 54-й армии - 18-й бомбардировочный авиационный полк - 127-й истребительный авиационный полк - 691-й ночной бомбардировочный авиационный полк - ВВС 55-й армии - ВВС Невской оперативной группы - ВВС Приморской оперативной группы - Соединения и части фронтового подчинения: - 44-й скоростной бомбардировочный авиационный полк - 154-й истребительный авиационный полк - 158-й истребительный авиационный полк - 159-й истребительный авиационный полк - 196-й истребительный авиационный полк - 286-й истребительный авиационный полк - 117-я разведывательная авиационная эскадрилья - 50-я корректировочная авиационная эскадрилья |

| - ВВС 8-й армии: - 154-й истребительный авиационный полк - 159-й истребительный авиационный полк - 196-й истребительный авиационный полк - ВВС 23-й армии: - 14-й гвардейский истребительный авиационный полк - 15-й гвардейский штурмовой авиационный полк - ВВС 42-й армии - ВВС 54-й армии - 18-й бомбардировочный авиационный полк - 127-й истребительный авиационный полк - 691-й ночной бомбардировочный авиационный полк - 12-я корректировочная авиационная эскадрилья - ВВС 55-й армии - ВВС Невской оперативной группы - ВВС Приморской оперативной группы - Соединения и части фронтового подчинения: - 44-й скоростной бомбардировочный авиационный полк - 286-й истребительный авиационный полк - 117-я разведывательная авиационная эскадрилья - 50-я корректировочная авиационная эскадрилья |

| Группа войск ленинградского направления: - ВВС 23-й армии: - 14-й гвардейский истребительный авиационный полк - 15-й гвардейский штурмовой авиационный полк - ВВС 42-й армии - ВВС 55-й армии - ВВС Невской оперативной группы - ВВС Приморской оперативной группы - Отдельные соединения и части группы войск ленинградского направления: - 44-й скоростной бомбардировочный авиационный полк - 286-й истребительный авиационный полк - 117-я разведывательная авиационная эскадрилья - 50-я корректировочная авиационная эскадрилья Группа войск волховского направления: - ВВС 2-й ударной армии: - 313-й штурмовой авиационный полк; - 522-й истребительный авиационный полк; - 696-й ночной бомбардировочный авиационный полк; - 844-й транспортный авиационный полк; - ВВС 4-й армии: - 667-й ночной бомбардировочный авиационный полк; - 689-й ночной бомбардировочный авиационный полк; - ВВС 8-й армии - 154-й истребительный авиационный полк; - 159-й истребительный авиационный полк; - 196-й истребительный авиационный полк; - ВВС 52-й армии: - 2-й гвардейский истребительный авиационный полк; - 10-й истребительный авиационный полк; - 662-й смешанный авиационный полк; - 665-й легкобомбардировочный авиационный полк; - ВВС 54-й армии: - 18-й бомбардировочный авиационный полк; - 127-й истребительный авиационный полк; - 691-й ночной бомбардировочный авиационный полк; - ВВС 59-й армии: - 658-й ночной бомбардировочный авиационный полк; - 660-й смешанный авиационный полк; - 116-я разведывательная авиационная Краснознамённая эскадрилья; - Отдельные соединения и части Волховской группы войск: - 2-я резервная авиационная группа; - 19-й истребительный авиационный полк. |

| Группа войск ленинградского направления: - ВВС 23-й армии: - 14-й гвардейский истребительный авиационный полк - 15-й гвардейский штурмовой авиационный полк - ВВС 42-й армии - ВВС 55-й армии - ВВС Невской оперативной группы - ВВС Приморской оперативной группы - Отдельные соединения и части группы войск ленинградского направления: - 44-й скоростной бомбардировочный авиационный полк - 255-й истребительный авиационный полк - 286-й истребительный авиационный полк - 117-я разведывательная авиационная эскадрилья - 50-я корректировочная авиационная эскадрилья Группа войск волховского направления: - ВВС 2-й ударной армии: - 313-й штурмовой авиационный полк; - 696-й ночной бомбардировочный авиационный полк; - 844-й транспортный авиационный полк; - ВВС 4-й армии: - 667-й ночной бомбардировочный авиационный полк; - 689-й ночной бомбардировочный авиационный полк; - ВВС 8-й армии - 154-й истребительный авиационный полк; - 159-й истребительный авиационный полк; - 196-й истребительный авиационный полк; - ВВС 52-й армии: - 2-й гвардейский истребительный авиационный полк; - 10-й истребительный авиационный полк; - 662-й смешанный авиационный полк; - ВВС 54-й армии: - 18-й бомбардировочный авиационный полк; - 127-й истребительный авиационный полк; - 691-й ночной бомбардировочный авиационный полк; - ВВС 59-й армии: - 658-й ночной бомбардировочный авиационный полк; - 660-й смешанный авиационный полк; - 116-я разведывательная авиационная Краснознамённая эскадрилья; - Отдельные соединения и части Волховской группы войск: - 2-я резервная авиационная группа; - 19-й истребительный авиационный полк; - 522-й истребительный авиационный полк. |

| - ВВС 23-й армии: - 14-й гвардейский истребительный авиационный полк - 15-й гвардейский штурмовой авиационный полк - ВВС 42-й армии - ВВС 55-й армии - 7-я легкобомбардировочная авиационная эскадрилья - 12-я корректировочная авиационная эскадрилья - ВВС Невской оперативной группы - ВВС Приморской оперативной группы - Соединения и части фронтового подчинения: - Авиационная группа генерал-майора Жданова: - 44-й скоростной бомбардировочный авиационный полк - 154-й истребительный авиационный полк - 159-й истребительный авиационный полк - 196-й истребительный авиационный полк - 19-й истребительный авиационный полк - 286-й истребительный авиационный полк - 117-я разведывательная авиационная эскадрилья |

| - ВВС 23-й армии: - 14-й гвардейский истребительный авиационный полк - 15-й гвардейский штурмовой авиационный полк - ВВС 42-й армии - ВВС 55-й армии - 60-я корректировочная авиационная эскадрилья - 12-я корректировочная авиационная эскадрилья - ВВС Невской оперативной группы - ВВС Приморской оперативной группы - Соединения и части фронтового подчинения: - Авиационная группа генерал-майора Жданова: - 44-й скоростной бомбардировочный авиационный полк - 154-й истребительный авиационный полк - 159-й истребительный авиационный полк - 196-й истребительный авиационный полк - 286-й истребительный авиационный полк - 117-я разведывательная авиационная эскадрилья |

| - ВВС 23-й армии: - 14-й гвардейский истребительный авиационный полк - 15-й гвардейский штурмовой авиационный полк - 50-я корректировочная авиационная эскадрилья - ВВС 42-й армии - ВВС 55-й армии - 60-я корректировочная авиационная эскадрилья - 12-я корректировочная авиационная эскадрилья - ВВС Невской оперативной группы - ВВС Приморской оперативной группы - Соединения и части фронтового подчинения: - Авиационная группа генерал-майора Андреева: - 154-й истребительный авиационный полк - 159-й истребительный авиационный полк - 196-й истребительный авиационный полк - 44-й скоростной бомбардировочный авиационный полк - 286-й истребительный авиационный полк - 117-я разведывательная авиационная эскадрилья - 12-я корректировочная авиационная эскадрилья |

| - ВВС 23-й армии: - 14-й гвардейский истребительный авиационный полк - 15-й гвардейский штурмовой авиационный полк - ВВС 42-й армии - ВВС 55-й армии - ВВС Невской оперативной группы - ВВС Приморской оперативной группы - Соединения и части фронтового подчинения: - Авиационная группа генерал-майора Андреева: - 154-й истребительный авиационный полк - 159-й истребительный авиационный полк - 196-й истребительный авиационный полк - 943-й штурмовой авиационный полк - 286-й истребительный авиационный полк - 117-я разведывательная авиационная эскадрилья - 12-я корректировочная авиационная эскадрилья - 44-й скоростной бомбардировочный авиационный полк (на переподготовке) |

| - ВВС 23-й армии: - 14-й гвардейский истребительный авиационный полк - 15-й гвардейский штурмовой авиационный полк - б/н разведывательная авиационная эскадрилья - ВВС 42-й армии - ВВС 55-й армии - ВВС 67-й армии - ВВС Приморской оперативной группы - Соединения и части фронтового подчинения: - Авиационная группа генерал-майора Андреева: - 154-й истребительный авиационный полк - 159-й истребительный авиационный полк - 196-й истребительный авиационный полк - 943-й штурмовой авиационный полк - 286-й истребительный авиационный полк - 987-й ближнебомбардировочный авиационный полк - 117-я разведывательная авиационная эскадрилья - 12-я корректировочная авиационная эскадрилья - 44-й скоростной бомбардировочный авиационный полк (на переподготовке) |

## Присвоение гвардейских званий
- За образцовое выполнение боевых задач и проявленные при этом мужество и героизм 7 марта 1942 года 7-й истребительный авиационный полк приказом Народного комиссара обороны СССР № 70 от 07.03.1941 г. преобразован в 14-й гвардейский истребительный авиационный полк.
- За образцовое выполнение боевых задач и проявленные при этом мужество и героизм 7 марта 1942 года 174-й штурмовой авиационный полк приказом Народного комиссара обороны СССР № 70 от 07.03.1941 г. преобразован в 15-й гвардейский штурмовой авиационный полк.
- За образцовое выполнение боевых задач и проявленные при этом мужество и героизм 7 марта 1942 года 144-й истребительный авиационный полк приказом Народного комиссара обороны СССР № 70 от 07.03.1941 г. преобразован в 11-й гвардейский истребительный авиационный полк.
- За образцовое выполнение боевых задач и проявленные при этом мужество и героизм 22 ноября 1942 года 154-й истребительный авиационный полк приказом Народного комиссара обороны СССР № 374 от 22.11.1942 г. преобразован в 29-й гвардейский истребительный авиационный полк.

## Отличившиеся воины

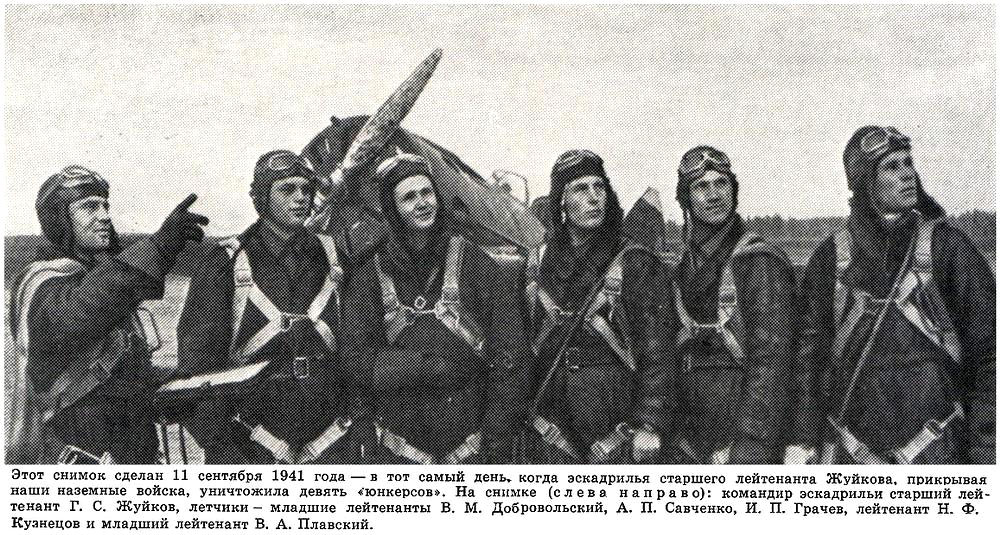
Лётчики Ленинградского фронта. Слева направо: командир эскадрильи ст. л-т Г. С. Жуйков, лётчики — мл. лейтенанты В. М. Добровольский, А. П. Савченко, И. П. Грачёв, л-т Н. Ф. Кузнецов и мл. л-т В. А. Плавский. 11 сентября 1941 г.

- Авдеев Александр Фёдорович, капитан, заместитель командира эскадрильи 153-го истребительного авиационного полка 5-й смешанной авиационной дивизии ВВС23-й Армии Ленинградского Фронта Указом Президиума Верховного Совета СССР от 10 февраля 1943 года удостоен звания Герой Советского Союза. Посмертно.
- Алёшин Семён Михеевич, капитан, командир звена 44-го отдельного скоростного бомбардировочного авиационного полка ВВС Ленинградского фронта Указом Президиума Верховного Совета СССР от 10 февраля 1943 года удостоен звания Герой Советского Союза. Посмертно.
- Бобров Николай Александрович, старший сержант, стрелок-радист 44-го отдельного скоростного бомбардировочного авиационного полка ВВС Ленинградского фронта Указом Президиума Верховного Совета СССР от 10 февраля 1943 года удостоен звания Герой Советского Союза. Посмертно.
- Гончарук Владимир Андреевич, лейтенант, стрелок-бомбардир 44-го отдельного скоростного бомбардировочного авиационного полка ВВС Ленинградского фронта Указом Президиума Верховного Совета СССР от 10 февраля 1943 года удостоен звания Герой Советского Союза. Посмертно.
- Губин Назар Петрович, сержант, стрелок 125-го скоростного бомбардировочного полка 2-й смешанной авиационной дивизии ВВС Ленинградского фронта Указом Президиума Верховного Совета СССР от 16 января 1942 года удостоен звания Герой Советского Союза. Посмертно.
- Зеленов Николай Андрианович, старший лейтенант, лётчик 14-го гвардейского истребительного авиационного полка 5-й смешанной авиационной дивизии 23-й армии Ленинградского фронта Указом Президиума Верховного Совета СССР 10 февраля 1942 года удостоен звания Герой Советского Союза. «Золотая Звезда» № 802.
- Косинов Семён Кириллович, лейтенант, стрелок-бомбардир экипажа 125-го скоростного бомбардировочного полка 2-й смешанной авиационной дивизии ВВС Ленинградского фронта Указом Президиума Верховного Совета СССР от 16 января 1942 года удостоен звания Герой Советского Союза. Посмертно.
- Макаренко Николай Фёдорович, майор, командир эскадрильи 153-го истребительного авиационного полка 5-й смешанной авиационной дивизии ВВС 23-й армии ВВС Ленинградского фронта Указом Президиума Верховного Совета СССР от 10 февраля 1943 года удостоен звания Герой Советского Союза. Золотая Звезда № 823.
- Михайлов Василий Николаевич, майор, штурман 125-го скоростного бомбардировочного авиационного полка 5-й смешанной авиационной дивизии ВВС 23-й армии ВВС Ленинградского фронта Указом Президиума Верховного Совета СССР от 10 февраля 1943 года удостоен звания Герой Советского Союза. Золотая Звезда № 787.
- Никитин Алексей Иванович, лейтенант, командир звена 153-го истребительного авиационного полка 5-й смешанной авиационной дивизии ВВС 23-й армии ВВС Ленинградского фронта удостоен звания Герой Советского Союза. Золотая Звезда № 922.
- Петров Георгий Георгиевич, капитан, командир эскадрильи 154-го истребительного авиационного полка 39-й истребительной авиационной дивизии ВВС Ленинградского Фронта удостоен звания Герой Советского Союза. Золотая Звезда № 637.
- Пилютов Пётр Андреевич, капитан, заместитель командира эскадрильи 154-го истребительного авиационного полка 39-й истребительной авиационной дивизии ВВС Ленинградского фронта Указом Президиума Верховного Совета СССР от 10 февраля 1943 года удостоен звания Герой Советского Союза. Золотая Звезда № 885.
- Поляков Сергей Николаевич, гвардии майор, командир 174-го штурмового авиационного полка Указом Президиума Верховного Совета СССР от 10 февраля 1943 года удостоен звания Герой Советского Союза. Посмертно.
- Ржавский Никита Харитонович, лейтенант, командир звена 153-го истребительного авиационного полка 5-й смешанной авиационной дивизии ВВС 23-й армии ВВС Ленинградского фронта Указом Президиума Верховного Совета СССР от 10 февраля 1943 года удостоен звания Герой Советского Союза. Посмертно.
- Сандалов Владимир Александрович, подполковник, командир 125-го отдельного скоростного бомбардировочного авиационного полка ВВС Ленинградского Фронта Указом Президиума Верховного Совета СССР от 6 июня 1942 года удостоен звания Герой Советского Союза. Золотая Звезда № 582.
- Свитенко Николай Иванович, командир эскадрильи 7-го истребительного авиационного полка 5-й смешанной авиационной дивизии ВВС 23-й армии Ленинградского фронта, капитан. Указом Президиума Верховного Совета СССР 10 февраля 1943 года удостоен звания Герой Советского Союза. «Золотая Звезда» № 883.
- Черных Иван Сергеевич, младший лейтенант, лётчик 125-го скоростного бомбардировочного полка 2-й смешанной авиационной дивизии ВВС Ленинградского фронта Указом Президиума Верховного Совета СССР от 16 января 1942 года удостоен звания Герой Советского Союза. Посмертно.